# Physemus levis
Physemus levis är en skalbaggsart som beskrevs av Wooldridge 1984. Physemus levis ingår i släktet Physemus och familjen lerstrandbaggar. Inga underarter finns listade i Catalogue of Life.